# グルメ番組

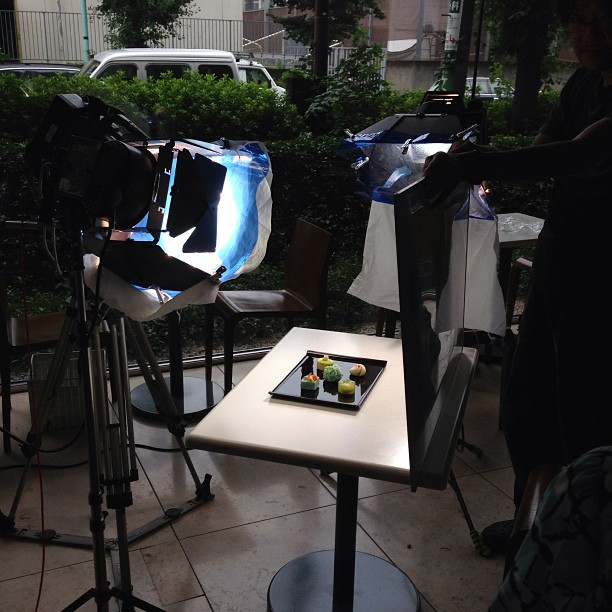
物撮り（ブツ撮り）

グルメ番組（グルメばんぐみ）とはテレビ番組の一種で、主に芸能人が色々な料理を提供する店舗、レストラン・料亭などに訪問してそこで料理を味わって紹介する番組を言う。
「料理を扱う番組である」という点から、広い意味での料理番組に含められることもある。

## 主な番組

### 現在放送中の番組
- バナナマンのせっかくグルメ!!（TBSテレビ）
- ベスコングルメ（TBSテレビ）
- 土曜スペシャル（テレビ東京）
- くさデカ（テレビ静岡）
- ええじゃないか。（三重テレビ）
- 水野真紀の魔法のレストラン（毎日放送）
- 町中華で飲ろうぜ（BS TBS）
- 世界頂グルメ（日本テレビ）
- 街グルメをマジ探索!かまいまち（フジテレビ）
- タクシー運転手さん一番うまい店に連れてって!（テレビ東京）
- ヒューマングルメンタリー オモウマい店（中京テレビ）

他

### 過去に放送された番組
- VivaVivaV6（フジテレビ）
- う!ウマいんです。（フジテレビ）
- 元祖!でぶや（テレビ東京）
- 探検!九州（RKB毎日放送）

他